# Osiedle Garnuszewskiego
Osiedle Garnuszewskiego – osiedle mieszkaniowe w Tczewie. Jest usytuowane w centralnej części miasta, pomiędzy ulicami: Gdańską, aleją Solidarności, Wojska Polskiego i Jana Sobieskiego.

## Historia

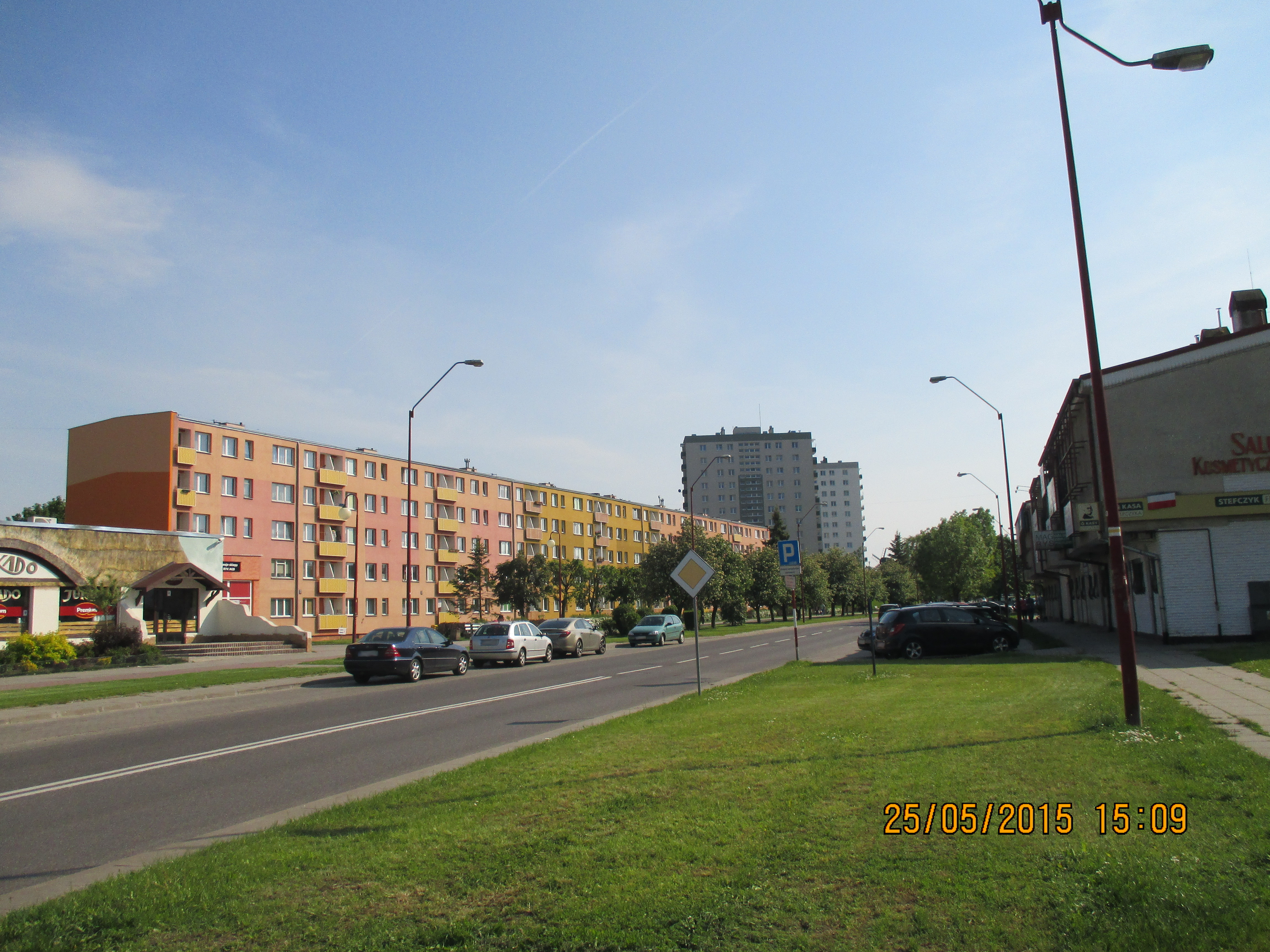
Widok na aleję Zwycięstwa

Osiedle zaczęło powstawać na początku lat 70. XX wieku i początkowo zostało nazwane „Śródmieście II”, później jego nazwa została zmieniona na osiedle im. Garnuszewskiego (od nazwiska Antoniego Garnuszewskiego – dyrektora dawnej Szkoły Morskiej w Tczewie). W 2018 roku rozpoczęła się przy Alei Zwycięstwa budowa nowego gmachu sądu rejonowego.

## Komunikacja

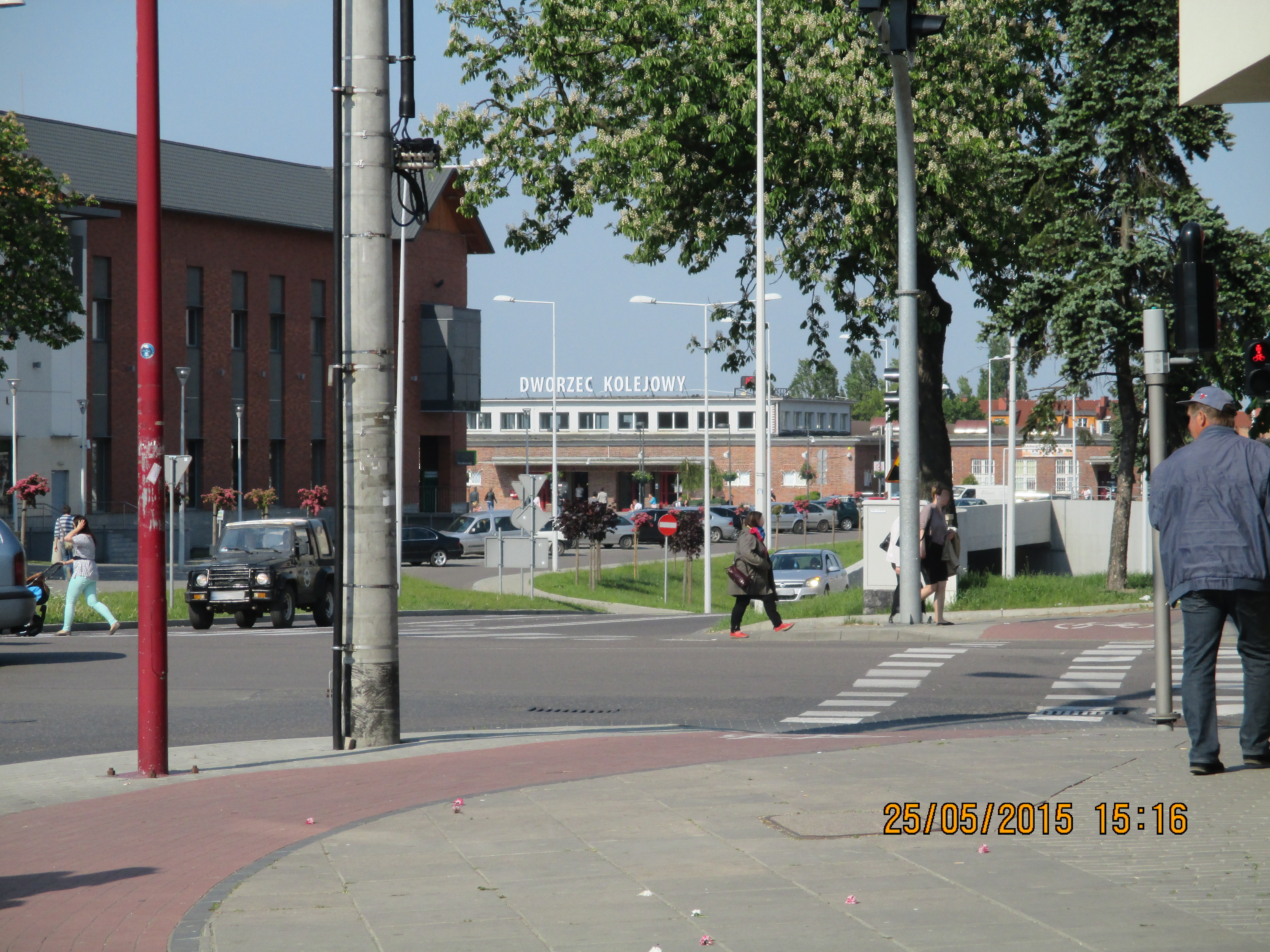
Widok na pobliski dworzec PKP z obrzeża osiedla (róg al. Zwycięstwa i ul. Gdańskiej)

W obrębie osiedla, na ulicy Jedności Narodu, znajdują się przystanki linii nr 8. Także na trzech ościennych ulicach wokół osiedla są usytuowane przystanki komunikacji miejskiej. Około 175 metrów od granicy osiedla (róg alei Zwycięstwa i ulicy Gdańskiej) znajduje się dworzec kolejowy – ważny węzeł kolejowy w północnej Polsce, obsługujący m.in. ruch kolejowy na trasie Gdynia – Warszawa. Są przy nim ulokowane stanowiska wszystkich miejskich linii autobusowych.